# Peter Ulrich (Gewerke)
Peter Ulrich (* 23. April 1770 in Brilon; † 11. September 1858 in Brilon)  war ein deutscher Gewerke und Gutsbesitzer. Er gehörte ab 1826 dem ersten Westfälischen Provinziallandtag an.

## Leben
Er entstammte der Gewerkenfamilie Ulrich in Brilon. Zu seinem Teil des Familienbesitzes gehörten 1817 Anteile an mehr als dreißig Eisengruben zwischen Brilon und Giershagen. Allerdings wurden zu dieser Zeit nur wenige betrieben. Hinzu kamen vier Eisenhämmer und zeitweise eine Eisenhütte bei Willingen. Außerdem ließ er seit 1804 zahlreiche Fertigprodukte wie Nägel, Öfen, Eisenblech und anderes produzieren. Die Behörden rechneten ihn zu den wichtigsten Gewerken im ehemaligen Herzogtum Westfalen. Er wurde 1826 als Vertreter des Dritten Standes zahlreicher Städte im ehemaligen Herzogtum Westfalen in den ersten Provinziallandtag der Provinz Westfalen gewählt. Er gehörte diesem bis 1828 an.